# Nikita Khartchenkov
Nikita Khartchenkov (russisch Никита Александрович Харченков, Nikita Alexandrowitsch Chartschenkow; * 12. Januar 1987 in Leningrad, RSFSR) ist ein ehemaliger deutscher Basketballspieler russischer Abstammung. Er war deutscher Jugendnationalspieler, Mitglied der deutschen A2-Auswahl und bestritt 115 Spiele in der Bundesliga.
Er ist der Sohn des ehemaligen sowjetischen Nationalspielers Alexander Chartschenkow und Bruder des Bundesligaspielers Ivan Kharchenkov.

## Laufbahn
Nach der Jugendzeit beim hessischen TV Langen und einer zweijährigen Ausbildung beim russischen Klub aus Chimki spielte er ab 2006 bei den New Yorker Phantoms Braunschweig in der Bundesliga und als Doppellizenzspieler bei der SG Braunschweig in der 2. Bundesliga ProB. Bei den Niedersachsen schaffte er den Durchbruch in der höchsten deutschen Spielklasse nicht.
Nach zwei Jahren wechselte er zur Saison 2008/09 in die zweite Klasse ProA zum BV99 Chemnitz. Nach einer Spielzeit wechselte er zum Erstliga-Aufsteiger Mitteldeutscher BC aus Weißenfels, mit dem er den Klassenerhalt in der höchsten deutschen Spielklasse Basketball-Bundesliga erreichte. Für die Saison 2010/2011 erhielt er keinen neuen Vertrag und wechselte innerhalb der Liga zu den Giants Düsseldorf. Dort konnte er sich aber aufgrund von Verletzung und einer großen Fluktuation im Kader nicht durchsetzen. Im Februar 2011 wurde der Vertrag von beiden Seiten aufgelöst.
Kurz darauf unterzeichnete Khartchenkov für den Rest der Saison einen Vertrag beim Zweitligisten USC Freiburg in der ProA. Zwar gelang der sportliche Klassenerhalt, nach Unregelmäßigkeiten bei der Lizenzvergabe wurde dem Verein jedoch die Lizenz entzogen und Khartchenkov wechselte zur Saison 2011/12 ins rumänische Sibiu. Nach einer Spielzeit kehrte er nach Deutschland zurück und unterschrieb einen Vertrag beim ProA-Neuling Uni-Riesen Leipzig. Diesen verließ er jedoch zum Jahreswechsel und wechselte zum Ligakonkurrenten Nürnberger BC.
Zur Saison 2013/2014 wechselte Khartchenkov, den eine hohe Treffsicherheit beim Distanzwurf, aber auch Verteidigungsschwächen auszeichneten, zu Phoenix Hagen. Am 4. Dezember 2014 wurde Khartchenkov für einige Spiele an die ETB Wohnbau Baskets Essen in der Pro A ausgeliehen.
Am 27. Januar 2015 wurde sein Wechsel zum FC Schalke 04 bekannt gegeben. Zur Saison 2015/16 wurde er zum Mannschaftskapitän ernannt und führte die „Knappen“ zum Meistertitel in der 1. Regionalliga West (zugleich Aufstieg in die 2. Bundesliga ProB). Nach der Saison 2016/17 verließ er den FC Schalke 04 und wechselte innerhalb der ProB zu den Iserlohn Kangaroos. Nach zwei Jahren trennten sich die Wege von Khartchenkov und den Basketballern aus Iserlohn. In seinen beiden Iserlohner Jahren gehörte er zu den Leistungsträgern der Mannschaft: Während der Saison 2017/18 kam er auf einen Punkteschnitt von 12,8 je Begegnung und verwandelte im Saisonverlauf 58 Würfe von jenseits der Dreierlinie. Im Spieljahr 2018/19 erzielte er 13,8 Punkte pro Spiel und traf insgesamt 70 Dreipunktwürfe. Er wechselte in der Sommerpause 2019 innerhalb der ProB zu den Schwelmer Baskets. In der wegen der Ausbreitung des Coronavirus SARS-CoV-2 Mitte März 2020 vorzeitig beendeten Saison 2019/20 wurde Khartchenkov mit Schwelm Zweiter der ProB-Nord und trug zu diesem Erfolg im Durchschnitt 11,3 Punkte pro Spiel bei.
Zur Saison 2022/23 schloss sich Khartchenkov dem Regionalligisten ETB Essen an. Mit der Mannschaft wurde er 2024 Meister der 1. Regionalliga West und gab im Sommer 2024 das Ende seiner Spielerlaufbahn bekannt. Er blieb dem ETB als Jugendtrainer erhalten.

### Nationalmannschaft
Bei der U20-EM 2006 war Khartchenkov mit einem Punkteschnitt von 15,3 in acht Einsätzen bester Werfer der deutschen Mannschaft. Allerdings endete das Turnier mit dem Abstieg in die B-Gruppe. Bei der U20-B-EM 2007 war er abermals bester deutscher Offensivspieler und erzielte pro Partie im Schnitt 15,1 Zähler. Khartchenkov war Mitglied der deutschen A2-Nationalmannschaft.

## Erfolge
Im Verein:
- Meister der 1. Regionalliga West: 2016, 2024
- WBV-Pokalsieger 2015[20]

Persönliche Erfolge:
- Pro A – Nachwuchsspieler des Monats Januar (2009)[21]
- U20-Nationalspieler
- A2-Nationalspieler